# Torsten Hummel-Gumælius
Torsten Herman August Hummel-Gumælius, född 1 december 1873 i Stockholm, död där 29 september 1948, var en svensk industriman. Han var far till Sten Hummel-Gumælius.
Torsten Hummel-Gumælius var son till geologen David Hummel. Hans mor Wilhelmina Cordts gifte 1890 om sig med Arvid Gumælius som adopterade Torsten som därvid antog det kombinerade släktnamnet. Torsten Hummel-Gumælius var 1889–1891 elev vid Frans Schartaus Handelsinstitut, vid Bergsskolan i Falun 1892–1893 och 1894–1897 vid Kungliga Tekniska högskolan varpå han utexaminerades som gruvingenjör. Han arbetade 1898–1899 som gruvmätare vid Norbergs gemensamma gruvförvaltning, 1899 som biträdande gruvingenjör vid Kantorps med flera gruvor i Södermanland och Östergötland och var därefter gruvmätare vid Grängesbergs gemensamma förvaltning 1899–1901. Därefter blev Hummel-Gumælius förvaltare och gruvingenjör vid Gruf AB Dalarnes järngruvor i Idkerberget med flera verk 1902–1909 och var disponent där 1909–1913. 1914–1931 var han VD och disponent för Norbergs gruvförvaltning med underlydande kraft- och gruvbolag. Hummel-Gumælius var även ledamot av styrelsen för Allmänna livförsäkringsbolaget 1908–1931 och därefter i Allmänna livförsäkringsbolaget Oden 1931–1947, 1944–1947 som vice ordförande. Han var även ledamot av nämnden för bestämmande av arrendeavgift respektive avgäld till kronan för dess jordägarandel i gruva 1914–1934, ledamot av styrelsen för Järnbruksförbundet 1917–1931, ledamot av styrelsen för Svenska sprängämnesföreningen 1919-1931, fullmäktig i Svenska Arbetsgivareföreningen 1920-1931, sakkunnig i gruvarbetstidsfrågan 1920, ledamot av styrelsen för Nitroglycerin Aktiebolaget 1922–1945 och VD för Krylbo–Norbergs Järnväg 1930–1931.